# Konstsim vid världsmästerskapen i simsport 2025 – Akrobatiskt lagprogram
Det akrobatiska lagprogrammet i konstsim vid världsmästerskapen i simsport 2025 avgjordes mellan den 24 och 25 juli 2025 i World Aquatics Championships Arena i Singapore.

## Resultat
Kvalet startade den 24 juli klockan 10:02. Finalen startade den 25 juli klockan 19:32.
Grön bakgrund betyder att konstsimmarna gick vidare till finalen
| Placering | Nation               | Simmare | Kval     | Kval      | Final            | Final            |
| Placering | Nation               | Simmare | Poäng    | Placering | Poäng            | Placering        |
| --------- | -------------------- | --- | -------- | --------- | ---------------- | ---------------- |
| 1         | Kina                 | Chang Hao Cheng Wentao Feng Yu Lin Yanhan Lin Yanjun Xiang Binxuan Xu Huiyan Zhang Yayi                                                                                           | 225,7993 | 1         | 229,0186         | 1                |
| 2         | Neutrala idrottare B | Anna Andrianova Anastasija Bachtureva Darja Gelosjvili Jekaterina Kossova Jelizaveta Minajeva Evelina Simonova Jelizaveta Smirnova Agnija Tulupova                                | 201,8712 | 7         | 224,7291         | 2                |
| 3         | Spanien              | Cristina Arámbula Txell Ferré Marina García Dennis González Lilou Lluís Meritxell Mas Paula Ramírez Sara Saldaña                                                                  | 224,2870 | 2         | 221,0962         | 3                |
| 4         | Italien              | Beatrice Andina Marta Iacoacci Alessia Macchi Giorgia Macino Sofia Mastroianni Susanna Pedotti Sophie Tabbiani Giulia Vernice                                                     | 215,7280 | 3         | 217,5667         | 4                |
| 5         | Mexiko               | Regina Alférez Fernanda Arellano Miranda Barrera Itzamary González Glenda Inzunza Joana Jiménez Pamela Toscano Diego Villalobos                                                   | 196,4790 | 8         | 216,7876         | 5                |
| 6         | Frankrike            | Laelys Alavez Anastasija Bajandina Angeline Bertinelli Ambre Esnault Laura Gonzalez Claudia Janvier Romane Lunel Eve Planeix                                                      | 190,5908 | 10        | 211,2587         | 6                |
| 7         | Ukraina              | Oleksandra Horetska Uljana Hrynisjyna Alisa Kulyk Jelyzaveta Lymar Darja Mosjynska Anastasija Sjmonina Marija Zatjepa Marija Zdorovtsova                                          | 210,1837 | 5         | 209,1731         | 8                |
| 8         | Kanada               | Georgia Hock Laurianne Imbeau Ximena Ortiz Raphaelle Plante Halle Pratt Kenzie Priddell Alicia Rehel Claire Scheffel                                                              | 203,1652 | 6         | 202,7948         | 7                |
| 9         | USA                  | Anita Alvarez Jaime Czarkowski Nicole Dzurko Jacklyn Luu Daniella Ramirez Natalia Vega Morgan Woelfel Karen Xue                                                                   | 212,1612 | 4         | 198,8750         | 9                |
| 10        | Japan                | Kaho Aitaka Moka Fujii Moe Higa Yuka Kawase Uta Kobayashi Hinata Kumagai Tomoka Sato Sakurako Uchida                                                                              | 191,0638 | 9         | 193,0367         | 10               |
| 11        | Neutrala idrottare A | Anastasiya Dabravolskaya Volha Dzemidovich Marharyta Kiryliuk Varvara Kulba Kseniya Kuliashova Aliaksandra Mironchyk Valeryia Shymanskaya Yana Tratseuskaya                       | 181,7937 | 12        | 187,3608         | 11               |
| 12        | Kazakstan            | Nargiza Bolatova Viktor Druzin Aigerim Kurmangaliyeva Xeniya Makarova Arina Myasnikova Anna Pavletsova Zhaklin Yakimova Zhaniya Zhiyengazy                                        | 190,1238 | 11        | 178,1367         | 12               |
| 13        | Israel               | Yogev Dagan Catherine Kunin Alexandra Lerman Lior Makmel Aya Mazor Shaya Sar Shalom Nechmad Yaara Sharabi Ella Stiner                                                             | 176,9417 | 13        | Gick inte vidare | Gick inte vidare |
| 14        | Grekland             | Thaleia Dampali Athina Kamarinopoulou Stylianos Koukouselis Fouskis Artemi Koutraki Sofia Rigakou Vasiliki Thanou Danai Tsaprali Georgia Zangana                                  | 176,8464 | 14        | Gick inte vidare | Gick inte vidare |
| 15        | Egypten              | Mariam Ahmed Zeina Amr Salma Marei Sondos Mohamed Maryam Samer Nour Shamala Amina Tarek Nour Tharwat                                                                              | 173,6470 | 15        | Gick inte vidare | Gick inte vidare |
| 16        | Brasilien            | Bernardo Barreto Vitória Casale Sara Marinho Ana Beatriz Nunes Celina Rangel Gabriela Regly Bernardo Santos Anna Giulia Veloso                                                    | 170,5412 | 16        | Gick inte vidare | Gick inte vidare |
| 17        | Thailand             | Jinnipha Adisaisiributr Kantinan Adisaisiributr Patrawee Chayawararak Chantaras Jarupraditlert Wattikorn Khethirankanok Pongpimporn Pongsuwan Supitchaya Songpan Voranan Toomchay | 165,9060 | 17        | Gick inte vidare | Gick inte vidare |
| 18        | Nordkorea            | Han Ryu-jong Kang Un-a Kim Hyon-jong Kim Il-sim Pak Hyon-a Ri Yu-jong So Hyon-ju Yun Kyong-ryong                                                                                  | 165,0262 | 18        | Gick inte vidare | Gick inte vidare |
| 19        | Slovakien            | Veronika Ásványiová Michaela Bernáthová Lea Anna Krajčovičová Johana Lajčáková Hana Markušová Viktória Reichová Žofia Strapeková Mia Vilímová                                     | 164,8533 | 19        | Gick inte vidare | Gick inte vidare |
| 20        | Ungern               | Zsófia Almádi Blanka Barbócz Szonja Boros Léda Duhonyi Gréta Fehér Titanilla Janku Réka Márialigeti Blanka Taksonyi                                                               | 150,2713 | 20        | Gick inte vidare | Gick inte vidare |
| 21        | Tyskland             | Klara Bleyer Amélie Blumenthal Haz Maria Denisov Solène Guisard Daria Martens Frithjof Seidel Daria Tonn Thea Zehentner                                                           | 142,7017 | 21        | Gick inte vidare | Gick inte vidare |
| 22        | Singapore            | Yvette Ann Chong Rachel Ho Kiera Lee Rae-Ann Ong Debbie Soh Claire Tan Rachel Thean Rhea Thean                                                                                    | 137,0708 | 22        | Gick inte vidare | Gick inte vidare |
| 23        | Hongkong             | Ka Wing Katherine Chu Sze Ching Hung Hiu Yin Lai Chi Yin Lee Wing Ka Wong Kiu Lok Wu Zi Hua Yang Meyako Zhao                                                                      | 127,1312 | 23        | Gick inte vidare | Gick inte vidare |
| 24        | Australien           | Amelie Carle Bianca Chira Georgia Courage-Gardiner Margo Joseph-Kuo Pam Kurosawa Cliodhna Ni Cathain Zoe Poulis Charlotte Smith                                                   | 120,5608 | 24        | Gick inte vidare | Gick inte vidare |
| 25        | Costa Rica           | María Alfaro Valeria Alfaro Amanda Arias María Paz Castro Mariangel González Anna Mitinian Jimena Solano Raquel Zúñiga                                                            | 102,0533 | 25        | Gick inte vidare | Gick inte vidare |